# The Stanley Parable
(Il primo commento del narratore)
The Stanley Parable è un videogioco d'avventura dinamica del 2013, sviluppato e pubblicato da Galactic Cafe per Windows, MacOS e Linux.
Ideato da Davey Wreden, il gioco è stato originariamente reso disponibile nel luglio del 2011 sotto forma di mod gratuita per Half-Life 2 (2004), ma in seguito è stato riscritto da zero utilizzando il motore Source Engine e aggiungendo nuovi elementi alla trama; il remake è stato pubblicato su Steam nell'ottobre del 2013.
The Stanley Parable utilizza le meccaniche di gioco basilari del motore grafico proprietario di Valve, rimuovendo ogni componente relativa agli sparatutto in prima persona. È inoltre presente un narratore, doppiato dall'autore britannico Kevan Brighting, che ha lo scopo di informare e guidare il protagonista.
Una versione ampliata del gioco intitolata The Stanley Parable: Ultra Deluxe è uscita il 27 aprile 2022 per console e PC.

## Sinossi
Stanley è un dipendente di un'azienda che lavora al computer ed esegue delle istruzioni che gli vengono impartite a schermo. Un giorno, non ricevendo più alcun compito, si accorge che l'ufficio è completamente vuoto e decide di lasciare la stanza nº427 per esplorare l'edificio e indagare sul presunto mistero. Da qui in poi, il giocatore diventa artefice del destino di Stanley, avendo infatti l'abilità di cambiare il finale della storia tramite scelte che vanno contro il filone narrativo del Narratore.

## Modalità di gioco

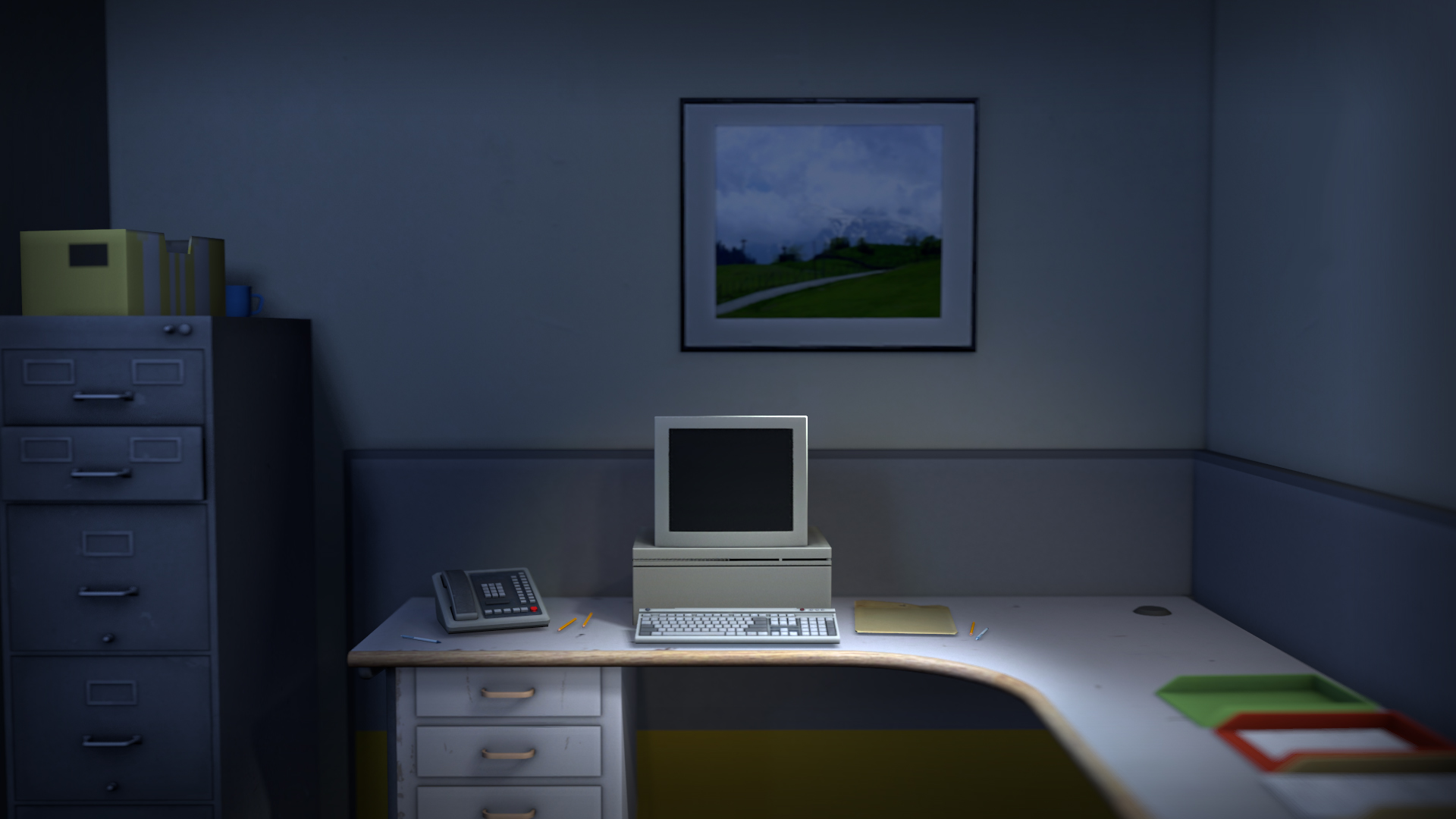
L'ufficio di Stanley

Il protagonista, Stanley, sarà guidato dal giocatore attraverso un ambiente surreale creato e messo a disposizione dal narratore. Il giocatore ha la possibilità di prendere numerose decisioni sui percorsi da prendere e può decidere anche se seguire il narratore oppure ignorarlo e fare una scelta diversa. Ogni scelta fatta viene commentata dal narratore e, a seconda delle scelte che fa il giocatore, si incontreranno finali diversi seguiti dal riavvio del gioco.
The Stanley Parable si presenta al giocatore con una prospettiva in prima persona. Il giocatore può muoversi e interagire con alcuni elementi dell'ambiente, quali la pressione dei tasti o l'apertura di porte, ma non ha altri controlli. La storia è presentata in primo luogo al lettore tramite la voce del narratore del gioco, il quale spiega che il protagonista Stanley lavora in un edificio pieno di uffici, con il compito di monitorare i dati provenienti dallo schermo del computer e premere i tasti in modo appropriato senza sbagliare.
Un giorno, lo schermo del computer si oscura e Stanley, incerto sul da farsi, inizia ad esplorare l'edificio e lo trova privo di persone. In questa fase, la storia si scinde in numerose possibilità, in base alle scelte del giocatore. Il narratore continua la storia, ma quando il giocatore arriva in una zona dove è possibile una scelta, il narratore suggerirà quale strada prenderà Stanley. Il giocatore può scegliere di andare contro il narratore ed eseguire l'altra azione, costringendo il cambiamento della narrazione, oppure seguire la narrazione. A causa di questo, gran parte della storia è considerata stimolante sulla natura della scelta e delle decisioni. Esistono sei possibili finali, esistenti anche nella mod originale, e Wreden afferma che li si finisce in circa un'ora. Il remake non altera il gameplay o la narrazione originale; in aggiunta ai sei finali originari sono state aggiunte ulteriori sezioni progettate intorno alle decisioni del giocatore.

## Sviluppo
Secondo il creatore Davey Wreden, il gioco è stato sviluppato in un periodo complicato della sua vita nel quale si trovava in forte depressione: Stanley è una rappresentazione di Wreden che, dopo una lunga vita abitudinaria in cui aveva perso la padronanza della sua vita, si "risveglia" per riprendere coscienza della sua realtà. Quando si mise a modificare la versione originale del gioco in Half-Life 2, Wreden aveva 22 anni ma l'idea di farlo era arrivata tre anni prima, quando Wreden aveva pensato a che cosa succederebbe se il giocatore pensasse esclusivamente alle sue decisioni e non a quelle che impone la storia (o in questo caso il narratore). Nello stesso periodo Wreden aveva fatto caso anche a come i giochi tripla A si concentrassero maggiormente sulle esperienze del giocatore, facendo riferimento alla serie di Metal Gear Solid, Half-Life 2, Portal, Braid e BioShock.